# Dario Salvi
Dario Salvi (* September 1975 in Brescia) ist ein italienischer Dirigent und Musikwissenschaftler.

## Leben
Salvi stammt aus der Lombardei und lebt derzeit (Stand März 2024) in Schottland. Nach seiner ersten Ausbildung im Sopransaxophon in der Musikschule S. Cecilia Philharmonia in Sarezzo spielte er in diversen Bands und Musikformationen seiner Heimat. Er leistete Wehrdienst bei den Alpini und wurde dort Leiter des Musikkorps der Brigata alpina “Tridentina”. Seit den späten 1990er Jahren begann er eine Ausbildung als Bandmaster, studierte Dirigieren, Musiktheorie und befasste sich mit der Geschichte der Militärmusik. Seit 2006 arbeitete er in Oberitalien als Dirigent der Banda San Gottardo di Barghe, mit Corpo Musicale di Vestone, Corpo Musicale di Serle und der Banda Choros. Danach setzte er seine Studien in England fort.
2011 erwarb Salvi einen Bachelor of Science in Angewandter Psychologie an der Universität von Derby. Anschließend erlangte einen Master of Music in Dirigieren an der University of East Anglia im Jahr 2012 und studierte unter der Leitung von Sharon Choa. Während seiner akademischen Tätigkeit fungierte er u. a. als stellvertretender Dirigent und Arrangeur für das Chamber Orchestra Anglia und gründete das Imperial Vienna Orchestra, dessen Schwerpunkt auf der authentischen Wiedergabe Wiener Musik lag. Er veröffentlichte drei Bücher über die Wiener Operette, seine musikalischen Arrangements wurden bei unterschiedlichen Musikverlagen publiziert.
Er hat für das Label Naxos verschiedene Projekte geleitet, die darauf abzielen, vernachlässigte Werke berühmter Komponisten wie Johann Strauss Jr., Auber, Meyerbeer, Humperdinck, Heinrich Marschner, Franz von Suppè, Hans Bronsart von Schellendorf, Adolphe Adam und Ferdinand Herold zu dokumentieren.
Salvi hat als Orchestrator international Anerkennung gefunden mit Aufträgen von Orchestern wie dem Royal Philharmonic Orchestra, dem Moskauer Staatlichen Symphonieorchester, den Düsseldorfer Symphonikern, dem Las Colinas Symphony Orchestra (USA), dem Salvation Army Orchestra (UK) und dem Original C.M. Ziehrer Orchester (AT). Seine Ausgabe von Gustave Kerkers „The Belle of New York“ wurde für die Weltersteinspielung des Werks verwendet und auf CPO Records veröffentlicht.

## Aufnahmen und Gastauftritte
Zu Salvis jüngsten Engagements gehören außerdem die Tätigkeit als Musikdirektor und Berater für eine vom Royal Opera House Muscat im Jahr 2018 in Auftrag gegebene Opern-Eislaufshow, die Zusammenarbeit mit Künstlern wie Katia Guerreiro und den Zagreber Philharmonikern sowie die Gastdirigierung der Winter Opera St. Louis‘. Saisonfinale 2019/20, La Fanciulla del West. Salvi dirigierte die Weltpremieren von Vassallos Oper „Edith Cavell“ am Theatre Royal in Malta und Rombergs „The Desert Song“ in St. Louis. Derzeit ist er Gastdirigent und Partner des Metamorphosis Chamber Orchestra in New York und erster Gastdirigent des Concert Operetta Theatre in Philadelphia. Salvi hat mit verschiedenen Orchestern weltweit zusammengearbeitet, darunter der Prager Philharmonie (CZ), dem Tschechischen Kammerorchester (CZ), dem Philharmonischen Orchester und Chor Sofia (BG), der Malmö-Oper (SE), der Mährischen Philharmonie (CZ), der Neuen Preußischen Philharmonie (DE), dem Orchestra Al Chiaro di Luna (IT), der Ruse State Opera (BG), dem Kosovo Philharmonic Orchestra, dem Malta Philharmonic Orchestra, dem Janaceck Philharmonic Orchestra (CZ) und dem Karlovy Vary Symphony Orchestra (CZ).

## Auszeichnungen
Dario wurde für seinen Beitrag zur Wiener Musik mit dem Ehrenmitglied auf Lebenszeit der Johann Strauss Society of Great Britain ausgezeichnet. Er ist Träger des Golden Globe „Riccardo Drigo“ Award für Ballettmusik 2023.

## Diskografie
im Label Naxos
- Giacomo Meyerbeer: Ouvertures and Stage music, Jephtas Gelübde, Sacred Works
- Daniel-François-Esprit Auber: Ouvertures Serie 1 - 6
- Ingeborg von Bronsart: Jery und Bätely
- Engelbert Humperdinck: Music for the Stage, Vol.1
- Heinrich Marschner: Ouvertures and Stage Music Serie 1-2 2
- Adolphe Adam: Orfa, Romantic Ballet
- Ferdinand Herold: Clog Dance
- Johann Strauß Sohn: Blinde Kuh (Gesamtaufnahme), Waldmeister, (Gesamtaufnahme)
- Franz von Suppè: Die Reise um die Erde in 80 Tagen, Mozart

Eigenverlag
- Franz von Suppè: Die Afrikareise (Gesamtaufnahme)[5]